# Jewgienij Gabriłowicz

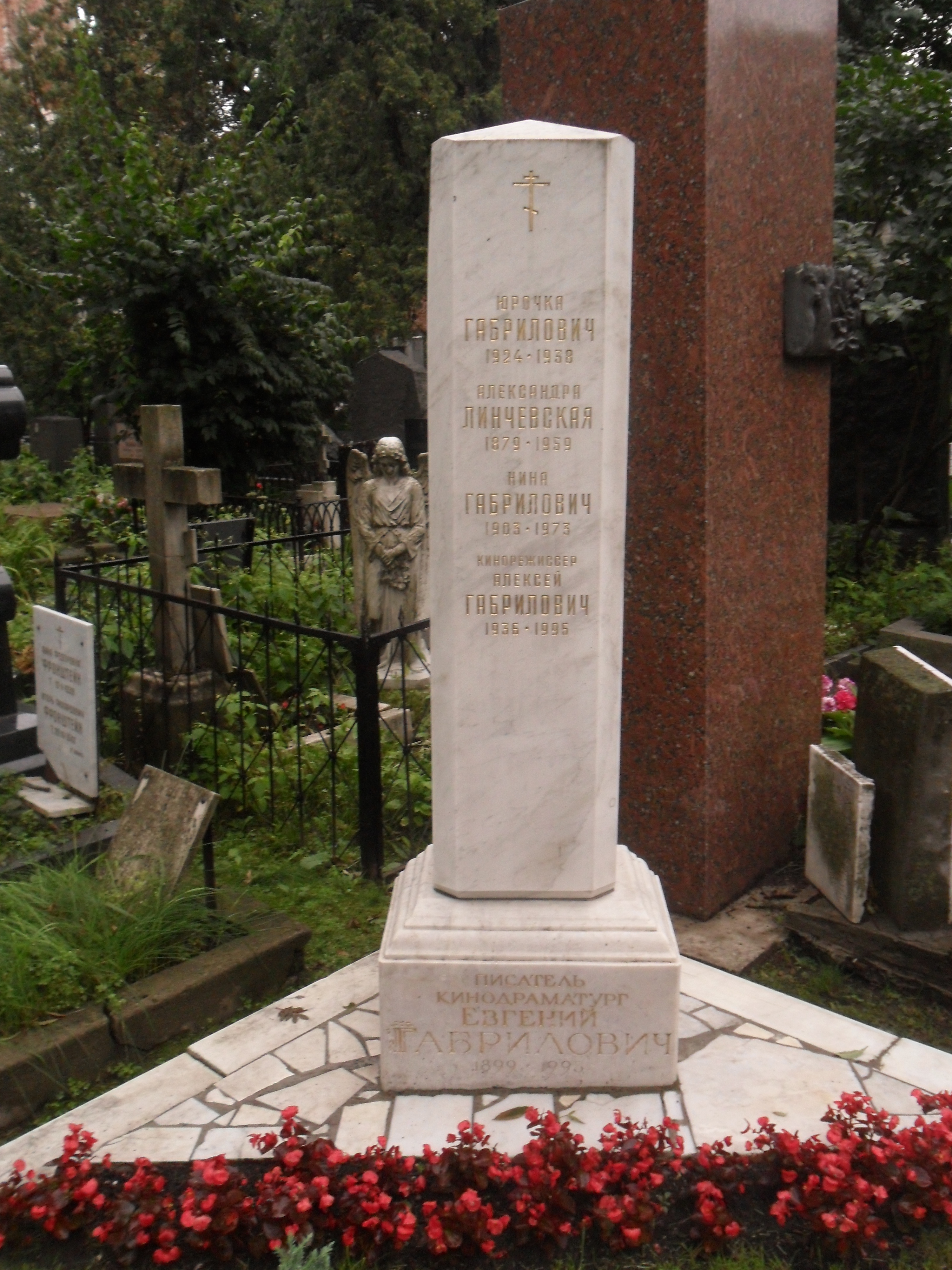
Grób Jewgienija Gabriłowicza na Cmentarzu Nowodziewiczym w Moskwie

Jewgienij Iosifowicz (Osipowicz) Gabriłowicz (ros. Евге́ний Ио́сифович (Осипович) Габрило́вич; ur. 17 września?/29 września 1899 w Woroneżu, zm. 5 grudnia 1993 w Moskwie) – rosyjski pisarz, dramaturg i scenarzysta.

## Życiorys
Urodził się w rodzinie żydowskiej. Uczył się w szkole realnej w Woroneżu i później w gimnazjum w Moskwie, następnie studiował na Wydziale Prawnym Moskiewskiego Uniwersytetu Państwowego. W 1921 rozpoczął działalność literacką, w 1934 został członkiem Związku Pisarzy ZSRR. Podczas wojny ZSRR z Niemcami 1941-1945 był korespondentem wojennym. Pochowany na Cmentarzu Nowodziewiczym w Moskwie.

## Wybrane scenariusze filmowe
- 1936: Ostatnia noc
- 1941: Marzenie
- 1943: Dwaj żołnierze
- 1944: Numer 217
- 1953: Odzyskane szczęście
- 1966: Lenin w Polsce
- 1968: Trzeba przejść i przez ogień
- 1981: Lenin w Paryżu

## Odznaczenia i nagrody
- Medal Sierp i Młot Bohatera Pracy Socjalistycznej (24 października 1979)
- Order Lenina (dwukrotnie – 4 listopada 1967 i 24 października 1979)
- Order Rewolucji Październikowej (1971)
- Order Wojny Ojczyźnianej I klasy (11 marca 1985)
- Order Czerwonego Sztandaru Pracy (dwukrotnie - 14 kwietnia 1944 i 12 stycznia 1960)
- Order Wojny Ojczyźnianej II klasy (28 sierpnia 1945)
- Nagroda Stalinowska (1943)
- Nagroda Państwowa ZSRR (dwukrotnie – 1967 i 1983)

I inne.